# Скабелка Андрій Володимирович
Андрій Володимирович Скабелка (народився 20 січня 1971 у м. Мінську, СРСР) — білоруський хокеїст, правий нападник. Головний тренер ХК «Гомель». Заслужений майстер спорту Республіки Білорусь (2002).
Вихованець хокейної школи «Юність» (Мінськ), тренер — В. Євдокимов. Виступав за ЦСКА (Москва), СКА (Хабаровськ), «Динамо» (Мінськ), «Тівалі» (Мінськ), «Торпедо» (Ярославль), «Ак Барс» (Казань), «Лада» (Тольятті), «Салават Юлаєв» (Уфа), «Юність» (Мінськ), «Сибір» (Новосибірськ).
У складі національної збірної Білорусі провів 133 матчі (49 голів, 65 передач), учасник зимових Олімпійських ігор 1998 і 2002, учасник кваліфікаційних турнірів до зимових Олімпійських ігор 1998 і 2002; учасник чемпіонатів світу 1994 (група C), 1995 (група C), 1996 (група B), 1997 (група B), 1998 (група C), 1999, 2000, 2001, 2002 (дивізіон I), 2004 (дивізіон I), 2005 і 2006.
Чемпіон Росії (1997), бронзовий призер (1998). Чемпіон Білорусі (1993, 1994, 1995, 2005), срібний призер (2006). Володар Кубка Білорусі (2004-серпень, 2005). Найкращий хокеїст року Білорусі (1994, 1997).
Як тренер бронзовий призер чемпіонату Білорусі (2010).
Син: Олексій Скабелка.